# Territorio de Tepic
El Territorio de Tepic fue un territorio federal de México, administrado por el gobierno de la federación entre 1884 y 1917.

## Historia
El Territorio se creó, por decreto del presidente Manuel González, el 12 de diciembre de 1884. Su primer jefe político fue Leopoldo Romano. Durante el gobierno de este general, y el de su sucesor, Pablo Rocha y Portú (1897-1904), se registraron grandes avances industriales y agrícolas. Se cultivaba café en los pueblos de Huicicila, Malinal, El Llano, Mecatán, Jalcocotán y El Cora; el algodón, en Santiago Ixcuintla y Tuxpan, desde donde se surtía a las fábricas de Jauja y Bellavista. 
El Territorio de Tepic inició sus funciones como entidad federativa en esta categoría, con el Tribunal Superior de Justicia del Territorio de Tepic, dejando de depender en los negocios de audiencia del Estado de Jalisco.
Dentro del ámbito industrial, los ingenios azucareros de Puga y La Escondida vieron un gran impulso económico. Se creó la Cigarrera de Tepic, cuyos puros y cigarrillos fueron considerados de primera calidad a nivel mundial. Otras fábricas cigarreras fueron El Tráfico y El Amigo del Pueblo. A finales del gobierno de Leopoldo Romano, iniciaron las luchas obreras. En 1894, Francisca Quintero organizó un paro de labores en la fábrica textil de Bellavista. Dos años después hubo una huelga en la de Jauja y en 1905 los hermanos Elías dirigieron otra en Bellavista. 
Al estallar la Revolución Mexicana, la población de Ixtlán del Río fue la primera en levantarse en armas, al grito de ¡Viva Madero!
En 1911, el general Martín Espinosa derrotó a las fuerzas porfirianas, entró en Tepic el 26 de mayo de ese año, y de inmediato fue nombrado jefe político, en sustitución de Mariano Ruiz (1904-1911). Tras el golpe de estado dirigido por Victoriano Huerta, Espinosa fue derrocado, y en su lugar fue nombrado jefe político, el huertista Jesús López de Haro, quien a los dos meses renunció, a favor del también huertista, Agustín F. Migoni, quien se mantuvo en el poder durante cinco meses, siendo sucedido por Domingo Servín, el último jefe político huertista. En ese año de 1913, tropas de Rafael Buelna y de Isaac Espinosa entraron en el territorio. Servín fue derrocado y los tepicenses nombraron al joven Buelna como su jefe. Sin embargo, meses después, fue sustituido por Juan Dozal. En 1915, se iniciaron los conflictos entre villistas y constitucionalistas. La discordia alcanzó el territorio, donde Dozal fue derrocado y en su lugar, quedó el general Juan Carrasco. Carrasco dejó el poder dos meses después, siendo sucedido por Ernesto Damy, quien a su vez, dejó el poder en manos del general Juan Torres Sur (1915-1917). Durante el período de este jefe político ya no hubo combates y el territorio se empezó a recuperar. En 1916, se creó el primer sindicato obrero.
Los tepicenses eligieron en la primera votación general a Juan Espinosa Bávara, Cristóbal Limón y Marcelino Cedano, al Congreso Constituyente de Querétaro, en donde se decretó la transformación del Territorio de Tepic, en Estado Libre y Soberano de Nayarit.

## Cultura
En poesía destacaron Amado Nervo, Antonio Zaragoza, Quirino Ordaz y Solón Argüello. En música destacaron como compositores Manuel Uribe y Alejandro Manzo. Este último fue autor de Las Mañanitas Tepiqueñas y Aires Nayaritas.

## Obras públicas
1897: Se introduce agua potable en Tepic.
1909: Funciona el ferrocarril Mazatlán-Acaponeta.
1911: Se realiza el primer viaje en automóvil San Blas-Tepic-Ciudad de México.
1912: El vicepresidente, José María Pino Suárez, inaugura el tramo ferroviario Acaponeta-Tepic.